# Óscar Jiménez Pinochet
Óscar Jiménez Pinochet (Santiago, 12 de abril de 1915-Ibíd, 15 de marzo de 1994) fue un médico cirujano y político chileno. Se desempeñó como ministro de Estado durante los gobiernos de los presidentes Carlos Ibáñez del Campo (1957) y Salvador Allende (1970-1971).

## Familia y estudios
Nació en Santiago de Chile el 12 de abril de 1915, hijo del matrimonio conformado por el coronel de Ejército Luis Jiménez Barrientos y Blanca Pinochet Meza. Realizó sus estudios primarios y secundarios en el Instituto Nacional General José Miguel Carrera de la capital chilena. Continuó los superiores en las Facultades de Medicina de las universidades Católica y de Chile, titulándose como médico cirujano en 1940.
Contrajo matrimonio en 1939 con Eliana de la Jara Parada (hermana del parlamentario Renato de la Jara Parada), con quien tuvo seis hijos, entre los que cabe destacar al médico cirujano Jorge Jiménez de la Jara, quien fuera ministro de Salud durante el gobierno del presidente Patricio Aylwin, y a Mónica Jiménez de la Jara, quien fuera ministra de Educación durante la primera administración de la presidenta Michelle Bachelet.

## Vida pública
Durante su juventud, se hizo miembro del Movimiento Nacional-Socialista de Chile (MNSCh) y como tal participó en los hechos del 5 de septiembre de 1938 (Matanza del Seguro Obrero) como encargado de radio comunicaciones, siendo uno de los pocos sobrevivientes del conflicto que dejó un saldo de 59 correligionarios muertos; fue arrestado brevemente por su implicancia en el suceso ocurrido en el contexto de la segunda presidencia del liberal Arturo Alessandri, y se mantuvo en la colectividad hasta su disolución en 1939. Dedicado a ejercer su profesión por más de una década, y militando en el Partido Agrario Laborista (PAL) desde los años 1940, fue nombrado en el marco del segundo gobierno del presidente Carlos Ibáñez del Campo como subsecretario del Ministerio de Salubridad, Previsión y Asistencia Social el 3 de noviembre de 1952, dejando la función en 1955.
Más adelante, el 23 de abril de 1957, fue nombrado por dicho mandatario como titular del Ministerio de Tierras y Colonización, ocupando el cargo hasta el 9 de julio del mismo año. Al igual que su primera militancia, se mantuvo en el PAL hasta su disolución en 1958. En 1960, dio un giro hacia la centroizquierda, pasando a integrar las filas del Partido Democrático Nacional (Padena), el cual abandonó en 1969 para sumarse al Partido Social Demócrata (PSD), de similar ideología.
De la misma manera, dejó la tienda política en 1970, y se incorporó al Partido Radical (PR). Con la llegada a la presidencia de la República del socialista Salvador Allende el 3 de noviembre de ese año, fue nombrado por este como titular del Ministerio de Salud Pública, actuando como tal hasta el 14 de agosto de 1971. En el desempeño de la cartera de Salud Pública, entre el 24 de abril y el 18 de mayo de 1971, fue subrogando por el ministro de Minería, Orlando Cantuarias Zepeda.
Tras dejar el gabinete, fue designado como embajador de su Chile en Hungría, que en ese momento se encontraba en la órbita socialista que lideraba la Unión Soviética. Producto del golpe de Estado del 11 de septiembre de 1973, dirigido por el general Augusto Pinochet, fue interrumpido de sus funciones diplomáticas, permaneciendo en Europa, para luego pasar a Argentina, desde donde arribó nuevamente hacia Chile en 1975.
Falleció en su lugar natal, Santiago, el 15 de marzo de 1994, a los 78 años.